# Seña (Codo)
Seña es un despoblado de la comarca del Campo de Belchite de la provincia de Zaragoza situado entre los términos de Belchite y Codo, al este de esta última localidad.

## Historia
Seña se ha podido identificar arqueológicamente y es documentada por escrito por primera vez en el año 1229 con la categoría de villam et castrum. Estaba situada junto a Codo (in termino de Belchit, iuxta Codo). En el año 1230 es mencionada con la categoría de aldeola sive villa. Por la documentación medieval se sabe que tenía una dehesa. Su propietario Eximén de Urrea la donó a la Orden del Císter y en 1235 la orden la concedió a repobladores cristianos.